# 江丙坤
江丙坤（1932年12月16日—2018年12月10日），中華民國政經人物，中國國民黨籍，籍貫南投县草屯镇溪州里，祖籍福建平和大溪镇江寨村，曾任國民黨第一副主席、國際民主聯盟副主席、立法院副院長、立法委員、經濟部部長、行政院經濟建設委員會主任委員、國立臺北大學校友總會總會長、財團法人海峽交流基金會（海基會）董事長及東京之星銀行董事長等職。
2018年12月8日因主動脈剝離昏迷送醫，10日晚間7點病逝，享壽85歲。

## 經歷

### 早年經歷
江丙坤於民國21年昭和7年（1932年）出生於台中州南投郡南投街（今南投縣南投市），在家中排行第8。大哥江丙寅（1941年後改為江原一雄）及二哥江丙丁（1941年後改為江原庸雄）分別任教於南投南國民學校與施厝坪國民學校。江丙坤於昭和14年（1939年）開始上小學，使用「江原正雄」的日本名接受了6年日本教育。江丙坤從小成績優秀，日語也很流利。昭和20年（1945年）小學畢業。江丙坤遂到台中，就讀台中初級農業學校（後來的台中農校初中部）。
江丙坤因家裡因素放棄心目中第一志願台中二中，直升臺灣省立台中農業職業學校（台中農校，今國立中興大學附屬臺中高級農業學校）高中部。1951年畢業。考上台灣省立行政專科學校，1953年畢業，省立法商學院（今國立臺北大學）1959年地政學系畢業，同年服預官役時，通過中華民國公務人員高等考試，旋即於1954年退伍後，分發至南投縣政府任職，展開長達50年的公職生涯。2001年獲第一屆國立臺北大學傑出校友。 
1960年2月江丙坤結婚，同年5月考取中國國民黨第一屆中山獎學金，在720名報考者中以前20名被錄取。翌年，負笈日本，半工半讀，於1971年取得日本國立東京大學農經博士學位。

### 外交事務
1974年，江丙坤奉派至中華民國駐南非約翰尼斯堡總領事館任商務專員；1982年擔任中華民國駐南非大使館經濟參事時，奉調返國，總計外派到南非八年。
1982年，江丙坤出任國貿局副局長，分別經歷了中華民國外貿協會秘書長（1983－1988）、國貿局局長（1988－1989）、經濟部常務次長（1989－1990）、經濟部政務次長（1990－1993）、經濟部部長（1993－1996），以及行政院經建會主任委員（1996－2000）等數項經建行政職位。參與國營事業民營化、世界貿易組織入會案、六輕與核四投資案、南向政策、亞太營運中心、政府再造、全球運籌中心等多件重大財經決策；並兩次出席亞太經濟合作會議（APEC）領袖高峰會；1999年，更敦請辜濂松、高清愿等幾位工商大老，共同推動成立「三三會」，統合台灣重量級大型企業。
2000年總統大選，第一次政權輪替。受命為競選失利的國民黨規畫成立學術性智庫──國家政策研究基金會，隨即出任副董事長兼第一任執行長，厚植了國民黨政策論述的理論基礎。
2001年獲第一屆國立臺北大學傑出校友。
2002年2月1日，以國民黨不分區立委身分，代表國、親兩黨角逐第五屆立法院副院長，經過兩輪投票，最後勝出當選。
2003年3月20日，江丙坤獲得國民黨主席連戰的提名，出任國民黨副主席。同年7月，發表《拚命三郎：江丙坤的台灣經驗》回憶錄。

## 海基會董事長
2008年4月，中華民國二次政黨輪替後，國民黨籌組新政府，江丙坤以嫻熟大陸及兩岸經貿事務，於2008年5月26日接任海峽交流基金會董事長一職。2012年9月19日，江丙坤宣布辞去海基会董事長职务。

### 第一次江陳會談
2008年6月11日江丙坤率海基會代表團前往大陸﹐與海協會恢復中斷9年的兩岸兩會往來與協商談判﹐完成兩岸「周末包機」和「大陸居民赴台旅遊」兩項議題的協商，確定首波大陸觀光客於7月4日抵台。

### 第二次江陳會談
2008年11月3日江丙坤率海基會接待來訪的海協會會長陳雲林及隨行人員﹐並於11月4日簽署（1）空運直航（2）海運直航（3）郵政合作（4）食品安全等四項協議。

### 第三次江陳會談
2009年4月26日海基會董事長江丙坤與大陸海協會會長陳雲林，在南京召開第3次江陳會，會中簽署「共同打擊犯罪及司法互助」、「空運補充」、「金融合作」等3項協議。其中「海峽兩岸共同打擊犯罪及司法互助協議」為兩岸共同打擊犯罪建立制度化的合作平台，「空運補充協議」確定新開南線直達航路和增闢北線直達航路，在「兩岸金融合作協議」方面，雙方確立合作範圍包括金融監督管理、貨幣管理及其他合作事宜。
2009年4月14日，《自由時報》報導，江丙坤之子，江俊德，其開設的德鎂實業，經中國國務院特許下，為中國國營企業攀枝花鋼鐵在台灣的釩鐵獨家代理商。民進黨立委攻擊江丙坤違反利益迴違原則，要求陸委會進行調查。江丙坤回應，江俊德在年初已關閉在上海的辦事處，並否認有中國國務院特許的事情。
5月4日，江丙坤向马英九總統递出书面辞呈，强调已完成“阶段性任务”，请辞海基会董事长。
2009年5月8日，新聞媒體報導，江丙坤購買6間瓏山林博物館的房屋，總價值3.6億元，其中貸款2.2億元。媒體質疑，他購屋所花費款相，超過他立委任期內申報的所得2,510萬元，質疑購屋資金的來處。江丙坤回應他收入一向不錯，再加上賣掉舊屋，有能力支付。當日，馬英九總統親自前往海基會慰留江丙坤，其後江丙坤願意「繼續完成階段性任務」。江丙坤與媒體餐敘時感嘆說，他在大直購屋，意在可以與子女同住，却遭人詆譭。

### 第四次江陳會談
2009年12月22日海基會董事長江丙坤與海協會會長陳雲林，在台中召開第4次江陳會，會中簽署「漁業勞務」、「農產品檢疫檢驗」、「標準計量檢驗認證」等3項協議。另外「兩岸租稅協議」因兩岸課稅方式與租稅制度的標準不一，目前有所窒礙，希望此議題的技術性問題能納入第五次江陳會談中討論。

### 第五次江陳會談
海基會董事長江丙坤和大陸海協會會長陳雲林，於2010年6月29日下午2:30分，在重慶簽署ECFA兩岸經濟協議和兩岸智慧財產權保護協議。雙方同意儘快成立「兩岸經濟合作委員會」，以代為解決ECFA早收清單生效後的貿易爭端。雙方並同意建立共同打擊跨境不法侵權的協處機制，舉凡盜版、仿冒、農產品虛偽產地標示等，都可以經由協議所建構的處理機制與溝通平台，積極取締與防止，有效保護兩岸人民合法權益。

### 第六次江陳會談
海基會董事長江丙坤和大陸海協會會長陳雲林，於2010年12月21日在台北舉行第6次江陳會，中午順利完成，醫藥衛生合作協議達成共識，並高度肯定這項協議保障兩岸民眾健康。這次沒有完成的投保協議，雙方將會繼續進行協商溝通，希望能在下次江陳會達成簽署目的。兩岸經濟合作委員會（經合會）方面，雙方共識是盡速組成運作，成為ECFA後續協商平台。經濟合作架構協議（ECFA）後的貨品貿易、服務貿易等後續協議，應在ECFA生效之後半年內啟動談判。第7次江陳會談希望能簽署投資保障協議，會談議題還包含爭端解決機制；雙方有共識啟動貨品貿易、服務貿易等協議的溝通與協商。 江丙坤12月24日指出，未來兩岸協商議題將會愈來愈難，協商會更加就事論事。

### 第七次江陳會談
海基會董事長江丙坤和大陸海協會會長陳雲林，於2011年10月20日在天津舉行第7次江陳會，簽署了《海峽兩岸核電安全合作協議》，公布了關于繼續推進兩岸投保協議協商和加強兩岸產業合作兩項共同意見。投保協議有爭有執，去年沒簽成，但至今10個月經雙方努力，爭議已大部分解決，江丙坤以保證的口吻說，一定會在第8次會談完成。

### 第八次江陳會談
第8次江陳會談2012年8月9日在台北圓山舉行，完成「投資保障和促進協議」及「海關合作協議」 的簽署。投保協議「人身安全與自由保障」共識文件，將有助雙方完善相關通報與通知機制，持續強化兩岸人民的人身自由與安全保障。雙方確定協議文本納入代位條款，授與中國輸出入銀行代替台商請求賠償權力，廠商將無須花費時間處理與地方政府間的爭議。至於兩岸海關合作協議的簽署，可以提升兩岸通關效率，降低企業成本，打擊非法走私，對兩岸貿易促進及貿易便捷化及貨品貿易協議具有積極正面意義，更可帶動產品在市場上的競爭力，並進一步擴大ECFA早收清單貨品的效益。

### 請辭海基會董事長

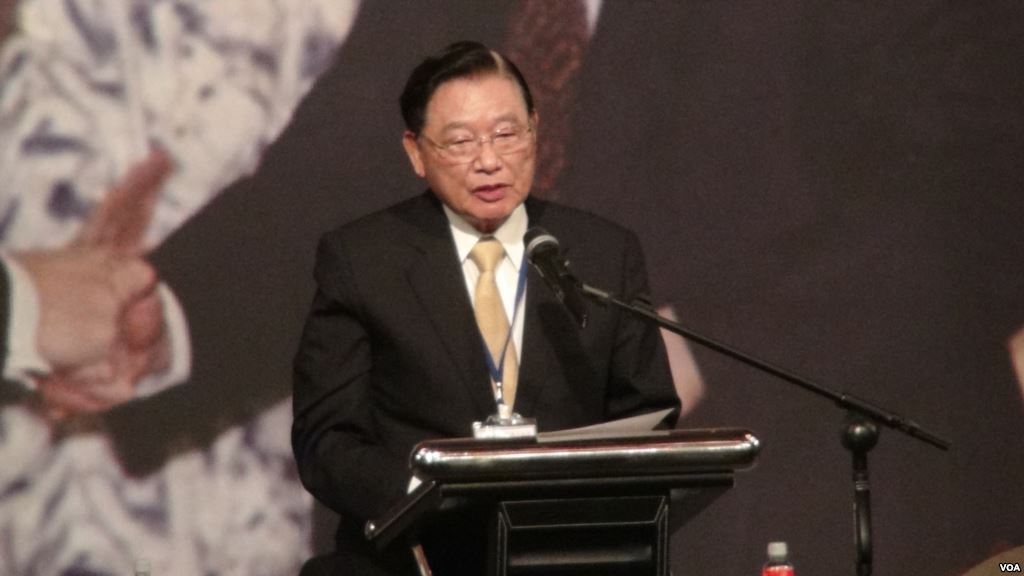
海基會前董事長江丙坤於2013年4月28日在台北論壇舉辦的辜汪會談20週年研討會上發言。

江丙坤於2012年9月19日宣佈請辭海基會董事長，並一併請辭國民黨副主席，海基會董事長一職將由國民黨秘書長林中森接任，江丙坤主導海基會4年期間，開啟兩岸制度化協商時代。江丙坤指出，2008年受命出任海基會董事長時，提出兩個夢想，一是期許兩岸開創和平繁榮新局，二是為海基會找個家。如今，近8成民意支持透過制度化協商，解決兩岸交流的問題；而海基會也從原本租來的辦公室，搬入位於大直屬於自己的新辦公大樓，2012年5月18日剪綵啟用。江丙坤說：「兩個夢想既然已圓，亦即是功成身退、安享餘年之時。」後於9月27日獲准請辭海基會董事長，由林中森接任。
2013年4月28日，在參加辜汪會談座談會時，表示兩岸文化交流非常重要。為解決台灣媒體亂象，他曾向馬英九總統建議，引進鳳凰衛視與中国中央电视台旗下頻道到台灣，讓台灣人民減少看八卦新聞、多看國際新聞。此言引發朝野猛烈批評。
2013年5月，台灣壹週刊報導，江丙坤計劃成立台商慈善基金，作為「對中國喬事」管道。江丙坤表示，他是應大陸台商熱情，為處理弱勢管道而成立，並不是要與海基會打對台。
知名媒體人周玉蔻指江丙坤長子江俊德原先只能藉父親出掌經濟部的職權，以實業公司為管道做公權力協助下代理生意謀生。江丙坤涉足臺海兩岸事務後，江家兒子錢權相倚之暴發史多次遭人向馬英九告狀舉發。馬英九連任成功後才換下江丙坤，並意有所指形容接任海基會董事長的林中森「是一張白紙」。了解內情人士公認，馬總統暗示的就是江家二代近年的兩岸富且貴的「傳奇」。

## 逝世
2018年12月8日，江丙坤晚間於台北晶華酒店3樓與友人聚餐時，突然因主動脈剝離而意識不清，緊急送往馬偕醫院搶救，到院時一度無生命跡象，呼吸與心跳已經停止；經馬偕醫療團隊搶救後已恢復心跳，醫療團隊在15分鐘至20分鐘內替江丙坤安裝葉克膜，以維持生命徵象，隨後即安裝心導管。同月10日下午，江丙坤因病情惡化，晚間6點左右經家屬同意並拔管，於晚間7點逝世。

## 荣誉

### 中华民国勋章奖章
- 二等卿云勋章（2000年5月16日于台北总统府颁授[33]）
- 一等景星勋章（2012年11月8日于台北总统府颁授[34]）

### 外国勋章奖章
- 旭日重光章（日本，2015年4月29日公布[35]）

### 褒揚令
立法院前副院長、財團法人海峽交流基金會前董事長江丙坤，卓冠槃才，宏愷謙裕。恆居南投鄉間，勤謹傳家繼世，及長卒業現國立臺北大學地政學系，旋負笈扶桑，獲東京大學農經博士學位，洽聞彊志，俊聲標揚。歷任中華民國外貿協會秘書長、國際貿易局局長等職，張拓海外行銷市場，厚植貿市管理規範，宵旰憂勞，防微謨遠。於出任經濟部次長暨部長、行政院經濟建設委員會主任委員期間，實施擴大內需方案，劈劃前瞻財經藍圖；減縮對日貿易逆差，深化臺日民間情誼；推動加入世界貿易組織，濟成中美智慧財產權談判，應務適時，明若觀火；調濟折衝，屢獻嘉猷。尤以接掌海基會董事長任內，籌資興設辦公大樓，參與兩會高層會談，簽署多項交流協議，蜚英騰茂，輿望允孚。曾獲頒二等卿雲、一等景星暨國內外勳獎章等殊榮。綜其生平，盡瘁國際經貿發展要政，研求前瞻國家建設計畫，極智殫思，懋績時譽；前緒遐祉，簡書芳流。遽聞溘然捐館，悼惜曷勝，應予明令褒揚，用示政府崇禮邦翰之至意。

總　　　統　蔡英文　　　　

行政院院長　賴清德　　　　

## 家庭
- 妻子：陳美惠，於1960年2月2日結婚，育有二子一女。
  - 長子：江俊德，1961年出生，娶陳妍嵐為妻；经营德镁实业股份有限公司，以進口為主。
  - 女兒：江素華，1967年出生於日本，1994年與陳家恩結婚。
  - 次子：江俊宏，1969年出生於日本[36]。
  - 姪女:  江玉真，日本名吉川玉真，1955年出生，为台湾国际贸易开发株式會社一员；同时经营Global Enterprise co.,LTD，担任社长，以在日设立法人公司及不动产买卖交易为主。